# 约翰·埃克 (田径运动员)
约翰·埃克（瑞典語：John Eke，1886年3月12日—1964年6月11日），瑞典男子田径运动员，主攻长跑。他曾代表瑞典参加1912年夏季奥林匹克运动会田径比赛，获得一枚金牌和一枚铜牌。